# Ghiacciaio Zimzelen
Il ghiacciaio Zimzelen (in inglese Zimzelen Glacier) (64°27′00″S 61°17′40″W) è un ghiacciaio lungo 3,7 km e largo 2,5, situato sulla costa di Danco, nella parte occidentale della Terra di Graham, in Antartide. Il ghiacciaio si trova in particolare sulla penisola di Pefaur, a est del ghiacciaio Krapets e a ovest del ghiacciaio Blériot, da dove fluisce verso nord fino ad entrare nel ramo orientale della cala di Salvesen.

## Storia
Il ghiacciaio Zimzelen è stato così battezzato dalla Commissione bulgara per i toponimi antartici in onore della località bulgara di Zimzelen, situata nella Bulgaria meridionale.